# SJ Yoa2
Der Yoa2 war ein schwedischer vierteiliger elektrischer Triebwagen, der von Statens Järnvägar (SJ) um das Jahr 1960 beschafft wurde. Sehr bald wurden die Züge wegen ihrer Farbgebung Paprikatåg (Paprikazug) genannt. Nach der Einführung der neuen Baureihen-Kennzeichnung bei den SJ in den 1970er Jahren wurde der Triebwagen als X9 geführt.

## Geschichte
Die Züge wurden zwischen 1959 und 1963 von Hilding Carlssons Mekaniska Verkstad in Umeå hergestellt, die elektrische Ausrüstung entstand bei ASEA. Das Konzept wurde Mitte der 1950er Jahre für die an TGOJ gelieferten Triebwagen der Baureihen X20/X21 übernommen. SJ hatten zu diesem Zeitpunkt eine Bestellung für Schmalspurtriebwagen bei Hilding Carlsson platziert, benötigte diese Fahrzeuge jedoch nicht mehr. Deshalb wurde sie in eine Bestellung von 14 normalspurigen Triebwageneinheiten, bestehend aus Motorwagen und Mittelwagen, umgewandelt.
Im Gegensatz zu den X20/X21 hatte der X9 gerade Fronten, um eine stabilere Struktur zu schaffen. Die Waggons wurden nicht fest gekuppelt und so konnten diese problemlos ausgetauscht oder die Zuglänge variiert werden. Der ursprüngliche Auftrag wurde ergänzt, so dass schließlich 23 Züge geliefert wurden. Die Baureihenbezeichnung wurde nach der 1970 durchgeführten Neuordnung der Baureihen in X9A/X9B für Triebwagen und UA9, UAB9 und UB9 für die Mittelwagen geändert.
Der erste Zug wurde Ende 1959 ausgeliefert. Die Triebwageneinheiten erhielten noch die alte schwedische Bauartbezeichnung Yoa2. Großes Augenmerk wurde auf den Komfort gelegt. Das Innere war als Salon ausgelegt und es gab einen klappbaren Serviertisch und Fußstützen an jedem Sitz.
Der Name Paprikatåg kam vom Außenanstrich der Züge, die in kräftigem orange-rot bemalt wurden. Das Dach war ursprünglich grün. Ein Triebzug bestand aus vier Teilen, der normalerweise in der Wagenreihung X9a + UA9 + UB9 + X9b verkehrte.
Insgesamt baute Hilding Carlsson folgende Triebwagen und Beiwagen:
| Baureihe | Bauart                        | Länge in mm | Gewicht   | Sitzplätze     | Anzahl | Besonderes |
| -------- | ----------------------------- | ----------- | --------- | -------------- | ------ | ---------- |
| X9a      | Triebwagen mit Transformator  | 17.500      | 26 Tonnen | 24 (2. Klasse) | 23     | [ 2 ]      |
| UA9      | Mittelwagen 1. Klasse         | 17.400      | 16 Tonnen | 30 (1. Klasse) | 18     | [ 3 ]      |
| UAB9     | Mittelwagen 1. und 2. Klasse  | 17.400      | 16 Tonnen | 17 + 18        | 2      |            |
| UB9      | Mittelwagen 2. Klasse         | 17.400      | 16 Tonnen | 54 (2. Klasse) | 22     | [ 4 ]      |
| X9b      | Triebwagen ohne Transformator | 17.500      | 21 Tonnen | 46 (2. Klasse) | 23     | [ 5 ]      |

## Einsatz
Die Züge wurden in erster Linie als Schnellzüge im südlichen Schweden, vor allem in Teilen von Skåne und in der Umgebung von Göteborg eingesetzt und verkehrten zudem zwischen Stockholm und Dalarna. Sie wurden bei den Reisenden schnell beliebt, denn sie boten für die damalige Zeit sehr hohen Komfort. Die Züge erhielten Namen wie Mälardalen, Siljan oder Östergyllen, diese Namen wurden an den Triebwagenfronten angebracht.
Während der 1970er Jahre wurden die Dalarna-Züge nach Skåne und in der Umgebung von Göteborg verlegt und fuhren auf den Strecken Malmö–Helsingborg und Helsingborg–Hässleholm–Kristianstad. Die Namensschilder wurden durch das SJ-Zeichen ersetzt.
1987 verschwanden die Triebwagen aus dem Fernverkehr und wurden nur noch im Nahverkehr um Göteborg wie auf der Strecke Göteborg–Strömstad und Viskadalsbanan Borås–Varberg eingesetzt. Dabei erhielten die Triebwagen einen neuen Anstrich, der das Erscheinungsbild der Züge wesentlich veränderte.
In den 1990er Jahren begannen die Abstellungen der Züge, der letzte seiner Bauart wurde 1999 außer Dienst gestellt.
Heute existiert nur noch eine Einheit mit drei Wagen (X9A 137 + UB9 2352 + X9B 138) beim Svenska Motorvagnsklubben.